# تشن تشيان
تشن تشيان (بالصينية: 陈倩) هي منافسة ألعاب القوى صينية، ولدت في 14 يناير 1987 في سوجو في الصين.

## وصلات خارجية
- تشن تشيان على موقع الاتحاد الدولي للخماسي الحديث (الإنجليزية)
- تشن تشيان على موقع اللجنة الأولمبية الدولية (الإنجليزية)
- تشن تشيان على موقع أوليمبيديا (الإنجليزية)